# Auburn (Oregon)
Auburn az Amerikai Egyesült Államok északnyugati részén, Oregon állam Baker megyéjében, az Oregon Route 7 közelében elhelyezkedő kísértetváros.
A korábbi bányászváros egykor Kelet-Oregon legnagyobb települése volt. 1861-ig mindössze két épület állt, azonban miután aranyat találtak, 1862 szeptemberére már több mint húsz bolt és ezer lakóház épült; Auburn ekkor Baker megye székhelye lett. Az 1870-es évekre a település elnéptelenedett, 1873-ban már csak kétszázan lakták.
Az 1862. november 1-je és 1903 között működő posta első vezetője William F. McCrary volt.

## Fordítás
- Ez a szócikk részben vagy egészben  az   Auburn, Oregon című angol Wikipédia-szócikk ezen változatának fordításán alapul.  Az eredeti cikk szerkesztőit annak laptörténete sorolja fel. Ez a jelzés csupán a megfogalmazás eredetét és a szerzői jogokat jelzi, nem szolgál a cikkben szereplő információk forrásmegjelöléseként.